# Väike-Maarja kommun
Väike-Maarja kommun (estniska: Väike-Maarja vald) är en kommun i landskapet Lääne-Virumaa i nordöstra Estland. Kommunen ligger cirka 100 kilometer öster om huvudstaden Tallinn. Småköpingen Väike-Maarja utgör kommunens centralort. 
Den 22 oktober 2005 uppgick Avanduse kommun i Väike-Maarja kommun. 
Den 3 november 2017, i samband med kommunreformen 2017, uppgick även Rakke kommun i Väike-Maarja kommun.

## Geografi
Terrängen i Väike-Maarja kommun är platt.

### Klimat
Trakten ingår i den hemiboreala klimatzonen. Årsmedeltemperaturen i trakten är 2 °C. Den varmaste månaden är juli, då medeltemperaturen är 17 °C, och den kallaste är februari, med −12 °C.

## Orter
I Väike-Maarja kommun finns fyra småköpingar och 63 byar.

### Småköpingar
- Kiltsi
- Rakke
- Simuna
- Väike-Maarja (centralort)

### Byar
- Aburi
- Ao
- Avanduse
- Avispea
- Ebavere
- Edru
- Eipri
- Emumäe
- Hirla
- Imukvere
- Jäätma
- Kaavere
- Kadiküla
- Kamariku
- Kellamäe
- Kitsemetsa
- Koila
- Koluvere
- Koonu
- Kurtna
- Kännuküla
- Kärsa
- Käru
- Kõpsta
- Lahu
- Lammasküla
- Lasinurme
- Liigvalla
- Liivaküla
- Mäiste
- Määri
- Mõisamaa
- Müüriku
- Nadalama
- Nõmme
- Nõmmküla
- Olju
- Orguse
- Padaküla
- Pandivere
- Piibe
- Pikevere
- Pudivere
- Raeküla
- Raigu
- Rastla
- Räitsvere
- Salla
- Sandimetsa
- Sootaguse
- Suure-Rakke
- Tammiku
- Triigi
- Uuemõisa
- Vao
- Varangu
- Villakvere
- Vorsti
- Väike-Rakke
- Väike-Tammiku
- Võivere
- Äntu
- Ärina